# Kirby’s Avalanche
Kirby’s Avalanche (рус. «Лавина Кирби») — игра в стиле Puyo Puyo, разработанная компаниями Compile, Banpresto и HAL Laboratory и выпущенная Nintendo в 1995 году. Это локализация игры Super Puyo Puyo на SNES — ответ игре Dr. Robotnik’s Mean Bean Machine — локализации игры на Sega Mega Drive. Игра является одной из четырёх игр серии Kirby, выпущенных на Super Nintendo Entertainment System и вторая западная версия Puyo Puyo. Игра не выпущена в Японии.

## Игровой процесс
В этой игре, как и во всех подобных играх группа из двух цветных капель (в данном случае спрайты бобов из Dr. Robotnik's Mean Bean Machine) падает с верхней части экрана. Игрок должен поворачивать и перемещать группы до того момента, как они коснутся нижней части экрана с помощью клавиш «влево», «вправо», «вверх» и «вниз». Созданная цепочка из четырёх и более капель одинакового цвета исчезает с поля, и оставшиеся капли падая заполнят пустое пространство. Если игроку удастся сделать цепную реакцию с каплями, камни будут падать на экран другого игрока, доставляя ему много проблем. Число камней зависит от количества исчезнувших капель и числа цепных реакций. Камни исчезнут лишь в том случае, если игрок уничтожит группы капель, находящихся в непосредственном контакте с камнями.

## Сюжет
ПРИМЕЧАНИЕ: сюжетная линия игры в «Super Puyo Puyo» остаётся неизменной с Arcade версии. Сюжет, приведённый ниже, относится к западной версии игры.
Король Дидиди бросает вызов Кирби и другим жителям Страны Снов в Конкурсе Лавины (Конкурсе Призрачной Ловушки в европейской версии) в Фонтане Снов. Кирби принимает вызов, чтобы добраться из лесов до Фонтана Снов, сразится против своих старых противников из Kirby's Dream Land и Kirby's Adventure (включая боссов, таких как Леса Виспи, Крако и Мета Рыцарь) и конечном счёте сразится с Королём Дидиди, чтобы выиграть у него Лавинный Кубок.

## Отличия версий
В то время как основной игровой процесс остаётся неизменным, японская и западная версии внешне сильно различаются. Поскольку история в Super Puyo Puyo больше ориентирована на приключения Арл и Карбункула (серия игр Madou Monogatari и версии игры Puyo Puyo на Sega Mega Drive), западная версия использует персонажей серии игр Kirby, чтобы обратиться к западным зрителям.
Игра выпущена на закате 16-битной эры, поэтому отличалась яркими цветами и передовой графикой для того времени. В музыке использованы ремиксы из Kirby’s Adventure и Kirby's Dream Course и только один трек из Puyo Puyo — «Panic Music». В начале игры также можно услышать возглас — Kirby’s Avalanche! (Kirby’s Ghost Trap! в европейской версии).
Примечательно, что в сценах (в обеих версиях) между раундами Кирби показан в грубых разговорах со своими оппонентами. Это демонстрирует личность Кирби как гораздо более саркастичную и конфронтационную. Это сильно отличается от других игр Кирби, где Кирби почти не разговаривает, а также гораздо более дружелюбен, так же как и Арл с Карбункулом в японской версии Puyo Puyo.

## Virtual Console
В Европе и Австралии игра была повторно переиздана для системы Virtual Console для Wii 27 июня 2007 года, а в Северной Америке 24 сентября 2007 года. Игра стоит 800 Wii Points.
Игра идентична первоначальной версии за одним небольшим изменением — чит-код, который даётся после прохождения «Competition Mode», который ранее можно было набрать лишь на контролёре 1 теперь можно набрать на обоих контроллерах — контроллере 1 и контроллере 2.

## Критика
| Сводный рейтинг                     | Сводный рейтинг |
| Агрегатор                           | Оценка          |
| ----------------------------------- | --------------- |
| GameRankings                        | 74 %            |
| Иноязычные издания                  |                 |
| Издание                             | Оценка          |
| AllGame                             | [ 4 ]           |
| CVG                                 | [ 5 ]           |
| GameSpot                            | 6,5/10          |
| IGN                                 | 7,5/10          |
| Next Generation                     | [ 8 ]           |
| Nintendo Life                       | [ 9 ]           |
| Nintendo Power                      | 3,425/5         |
| ONM                                 | 90/100          |
| Total!                              | 91/100          |
| Video Games (DE)                    | 75 %            |
| VideoGames & Computer Entertainment | 8/10            |
| Hyper                               | 80/100          |
| MF                                  | 73 %            |

Kirby’s Avalanche получила в целом положительные отзывы. У игры совокупный балл 74 % на GameRankings на основе семи обзоров. Рецензент IGN оценил игру на 7.5 баллов из 10, в положительном ключе сравнив игру с Dr. Robotnik's Mean Bean Machine, ещё одним клоном Puyo Puyo, выпущенным для Sega Mega Drive в Северной Америке. Рецензент GamePro отмечает, что « хотя Kirby’s Avalanche — это очередная итерация заезженной темы, это здорово что можно в это сыграть, поскольку существует лишь три игры, подобной этой». Особенно высоко оценена графика и элегантность диалогов. Рецензент Next Generation заявил, что «хотя мы уже видели такую игру раньше, и эта версия не предлагает никаких улучшений, она все равно является отличным развлечением».
В 1997 году Electronic Gaming Monthly включил Kirby’s Avalanche и Dr. Robotnik’s Mean Bean Machine вместе под номером 84 в свой список «100 лучших игр всех времён», назвав их «одними из самых простых и увлекательных головоломок». Retro Sanctuary поставил Kirby’s Avalanche на 52-е место в списке «100 лучших игр для SNES».

### Комментарии
1. ↑  Известная в Европе как Kirby’s Ghost Trap (рус. «Призрачная Ловушка Кирби»)